# Parasomatidia kaszabi
Parasomatidia kaszabi är en skalbaggsart som beskrevs av Stefan von Breuning 1978. Parasomatidia kaszabi ingår i släktet Parasomatidia och familjen långhorningar. Inga underarter finns listade i Catalogue of Life.